# Centrale Danone
Centrale Danone, est une société marocaine créée en 1940, spécialisée dans les produits laitiers. Elle est la filiale de la multinationale française Danone.
Son siège social est à Casablanca.

## Histoire

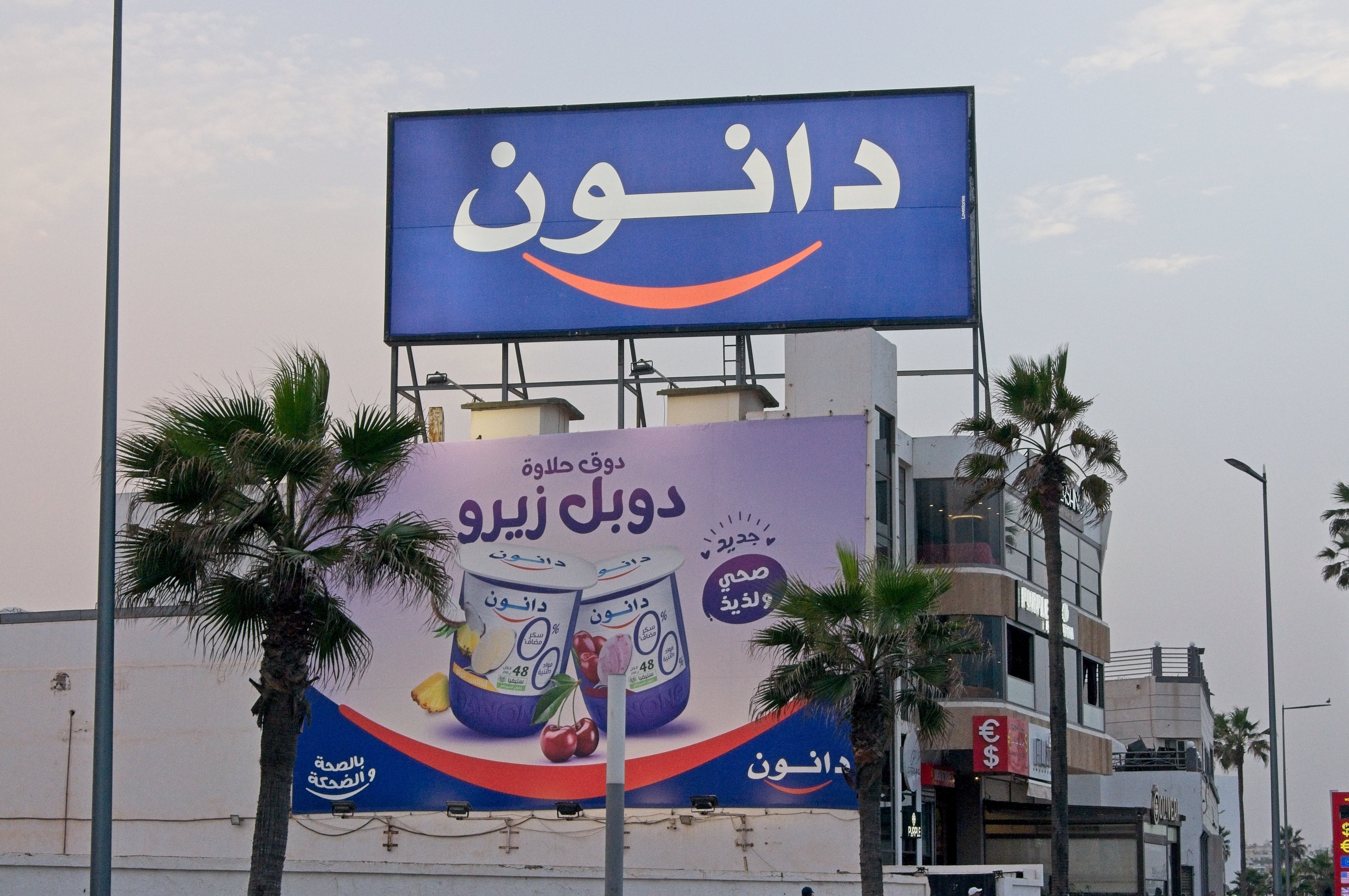
Panneau Danone sur la corniche à Casablanca en 2024

La société commence son activité en 1940 sous le nom Centrale Laitière. En 1981, Centrale Laitière devient une filiale de la SNI (précédemment ONA).
En 2012, Danone acquiert 37,8 % du capital de Centrale Laitière auprès de la SNI avant de monter à 90,7 % dans le capital le 3 novembre 2014.
En 2018, Danone devient actionnaire à hauteur de 99,7 % du capital de l'entreprise.
En octobre 2015, la société change de nom et devient Centrale Danone.
Au Maroc, Centrale Danone est partenaire de plus de petits éleveurs à travers le programme «Hlib Bladi» .

## Boycott de 2018
En 2018, Centrale Danone subit les effets d'un boycott de ses produits et son chiffre d'affaires baisse de 27% par rapport à 2017. Fin 2019, le chiffre d'affaires consolidé de Centrale Danone a baissé de 3,8% par rapport à l'année précédente.

### Date-clés
- 1949 : fondation de Centrale Laitière du Maroc
- 1966 : lancement de Raibi Jamila
- 1997 : création de la fromagerie de la Doukkala
- 2008 : création de la ferme laitière Lait Plus
- 2017 : Emmanuel Faber succède à Franck Riboud comme PDG.
- 2018 : Centrale Danone lance une consultation à l’issue de laquelle un nouveau modèle pour le lait Centrale est adopté
- 2019 : Nathalie Alquier succède à Didier Lamblin, directeur général de Centrale Danone